# Prosotsani
Prosotsani (Grieks: Προσοτσάνη) is sedert 2011 een fusiegemeente (dimos) in de Griekse bestuurlijke regio (periferia) Oost-Macedonië en Thracië.
De twee deelgemeenten (dimotiki enotita) van de fusiegemeente zijn:
- Prosotsani (Προσοτσάνη)
- Sitagroi (Σιταγροί)